# Erol Koyuncu
Erol Koyuncu (ur. 17 października 1966 w Hopie, zm. 30 stycznia 2021) – turecki zapaśnik walczący w stylu klasycznym. Zajął dziesiąte miejsce na mistrzostwach świata w 1994. Złoty medalista mistrzostw Europy w 1994; czwarty w 1991. Triumfator igrzysk wojskowych w 1995. Czwarty na igrzyskach śródziemnomorskich w 1991 i 1997 roku.